# La sfida della tigre
La sfida della tigre è un romanzo di Bernard Cornwell, primo della serie dei libri che vede come personaggio Richard Sharpe; il romanzo è seguito da Territorio nemico.

## Trama
Con questo primo libro inizia la saga del protagonista della serie Richard Sharpe, tra guerre e paesi esotici. Richard Sharpe è un furfante e si arruola nell'esercito inglese per sfuggire alla galera: diviene un fuciliere al servizio di re Giorgio III. La sua prima campagna è in India nel 1799, a Seringapatam, per abbattere il sultanato di Tippu Sahib e i francesi. In alternativa ad una sentenza della corte marziale, sarà lui a doversi infiltrare dentro la città e, superati gli ostacoli frapposti dal sultano, distruggerne le mura per permettere l'ingresso dell'esercito inglese. Al termine della missione, potrà infine ottenere i gradi di sergente.
Il romanzo fa parte della serie Le avventure di Richard Sharpe ed è seguito da Territorio nemico.

## Edizioni
- Bernard Cornwell, La sfida della tigre, traduzione di Donatella Cerutti Pini, collana TEA, Longanesi & C., 2001,  p. 450, ISBN 88-462-0277-5.